# Temple e Tam Tam/Erba fresca
 Temple e Tam Tam/Erba fresca è un singolo discografico di Tam Tam, pseudonimo de I Piccoli Cantori di Milano, pubblicato nel 1979.
Temple e Tam Tam era la sigla dell'anime omonimo scritta da Andrea Lo Vecchio, su musica e arrangiamento di Detto Mariano. Nel 45 giri non è riportato nessun interprete. "Tam Tam" è l'interprete accreditato nell'LP "Speciale ragazzi". Sulla copertina del disco il titolo della canzone è erroneamente indicato come "Temple e Tamtam"..
Erba fresca era il lato B, canzone dedicata alla serie, brano strumentale che nel titolo si ispira all'omonimo villaggio della serie. Il brano non viene ufficialmente attribuito ad alcun esecutore. La base musicale è la stessa di "Toto", lato B de "I bon bon di Lilly"..

## Tracce
Lato A
1. Temple e Tam Tam – 3:12 (Andrea Lo Vecchio-Detto Mariano)

Durata totale: 3:12
Lato B
1. Erba fresca – 2:56 (Detto Mariano)

Durata totale: 2:56

## Edizioni
Entrambi i brani sono stati inseriti nella compilation "Speciale Ragazzi" e in numerose raccolte.